# Jean-Pierre Bakrim
Ben Ahmed Bakrim, dit Jean-Pierre Bakrim,  est un footballeur  et entraîneur français, né le 23 février 1921 à Floirac et mort le 6 janvier 2009.

## Biographie
Né d'un père marocain et d'une mère française, il joue comme défenseur aux Girondins de Bordeaux, après-guerre. 
Il devient ensuite, à partir de 1949, entraîneur, joueur et capitaine du club bordelais du SC Bastidienne. Ce club amateur réalise quelques exploits en Coupe de France éliminant notamment Lens en trente-deuxième de finale en 1950.
Il entraîne plus tard l'équipe professionnelle des Girondins de Bordeaux de 1967 à mars 1970. Succédant à Salvador Artigas, il conduit l'équipe girondine deux fois en finale de Coupe de France. Il dirige des joueurs emblématiques du club bordelais comme Hector De Bourgoing, Didier Couécou ou encore Christian Montes.

## Palmarès d'entraîneur
- Finaliste de la Coupe de France 1968 et 1969 avec les Girondins de Bordeaux
- Vice-champion de France en 1969 avec les Girondins de Bordeaux